# Мік ван Бюрен
Мік ван Бюрен (нід. Mick van Buren, нар. 14 серпня 1992, Ріддеркерк) — нідерландський футболіст, нападник клубу «Славія».

## Ігрова кар'єра
Вихованець клубу «Ексельсіор» (Роттердам). За першу команду дебютував в Ередивізі 5 серпня 2011 року, вийшовши на заміну в матчі першого туру сезону 2011/12 проти «Феєнорда», замінивши на 90-й хвилині Роланда Алберга. Втім у першому сезоні ван Бюрен не був основним гравцем, зігравши лише 12 матчів, не забивши жодного голу. За підсумками сезону клуб вилетів з вищого дивізіону і наступного сезону ван Бюрен став головним бомбардиром команди, забивши 13 голів у 28 матчах Еерстедивізі, втім команда не зуміла повернутись в еліту.
4 липня 2013 року на правах вільного агента перейшов у данський «Есб'єрг», ставши першим придбанням нового тренера Нільса Фредеріксена. Відіграв за команду з Есб'єрга наступні три сезони своєї ігрової кар'єри. Більшість часу, проведеного у складі «Есб'єрга», був основним гравцем атакувальної ланки команди.
Влітку 2016 року підписав трирічний контракт з чеським клубом «Славія», у складі якого в першому ж році виграв чемпіонат Чехії, а наступного національний Кубок. Станом на 25 серпня 2019 року відіграв за празьку команду 46 матчів в національному чемпіонаті.

## Титули і досягнення
- Чемпіон Чехії (3):

«Славія»: 2016-17, 2018-19, 2020-21
- Володар Кубка Чехії (4):

«Славія»: 2017-18, 2018-19, 2020-21, 2022-23